# Thinadhoo (Gaafu Dhaalu)
Pour les articles homonymes, voir Thinadhoo.
Thinadhoo (Dhivehi: ތެނަދޫ) est une ville des Maldives, de la subdivision Gaafu Dhaalu dont elle constitue la localité la plus importante avec 14 000 habitants, sur une superficie de seulement 1,192 km2, soit une densité de 11 745 hab./km2.
L'île se trouve à environ 409 kilomètres de la capitale Malé.
Elle est desservie par un aéroport qui se trouve sur l'île voisine de Kaadedhdhoo.